# Birkenwald
Birkenwald korábbi község Franciaországban, Bas-Rhin megyében. Lakosainak száma 319 fő (2018. január 1.). Birkenwald Sommerau, Dimbsthal, Wangenbourg-Engenthal, Hengwiller, Romanswiller és Salenthal községekkel határos.
2016. január 1-jén három másik korábbi községgel egyesült és az így létrejött Sommerau új község része lett.

## Népesség
A település népességének változása:
| Lakosok száma | 239  | 232  | 217  | 208  | 228  | 289  | 283  | 290  | 317  | 319  |
|               | 1962 | 1968 | 1975 | 1982 | 1990 | 2008 | 2013 | 2015 | 2017 | 2018 |